# Mitchell (Dakota del Sud)
Mitchell és una població dels Estats Units a l'estat de Dakota del Sud. Segons el cens del 2000 tenia 14.558 habitants.

## Demografia
Segons el cens del 2000, Mitchell tenia 14.558 habitants, 6.121 habitatges, i 3.599 famílies. La densitat de població era de 569,5 habitants per km².
Dels 6.121 habitatges en un 28,9% hi vivien nens de menys de 18 anys, en un 46,6% hi vivien parelles casades, en un 9,1% dones solteres, i en un 41,2% no eren unitats familiars. En el 34,3% dels habitatges hi vivien persones soles el 15% de les quals corresponia a persones de 65 anys o més que vivien soles. El nombre mitjà de persones vivint en cada habitatge era de 2,27 i el nombre mitjà de persones que vivien en cada família era de 2,95.
Per edats la població es repartia de la següent manera: un 24,1% tenia menys de 18 anys, un 13,4% entre 18 i 24, un 25,3% entre 25 i 44, un 19,6% de 45 a 60 i un 17,6% 65 anys o més.
L'edat mediana era de 36 anys. Per cada 100 dones de 18 o més anys hi havia 89,4 homes.
La renda mediana per habitatge era de 31.308 $ i la renda mediana per família de 43.095 $. Els homes tenien una renda mediana de 30.881 $ mentre que les dones 20.794 $. La renda per capita de la població era de 17.888 $. Entorn del 8,8% de les famílies i el 12,8% de la població estaven per davall del llindar de pobresa.

## Poblacions més properes
El següent diagrama mostra les poblacions més properes.